# Ruizterania cassiquiarensis
Ruizterania cassiquiarensis là một loài thực vật có hoa trong họ Vochysiaceae. Loài này được (Spruce ex Warm.) Marc.-Berti miêu tả khoa học đầu tiên năm 1969.